# Індуктивна границя
Індуктивна (або пряма) границя  — конструкція, що виникла спочатку в теорії множин і топології, а потім знайшла широке застосування в багатьох розділах математики. Двоїсте поняття  — проективна (або обернена) границя.
Ця конструкція дозволяє побудувати новий об'єкт {\displaystyle X} по послідовності (індексованій направленою множиною) однотипних об'єктів {\displaystyle X_{i}} і набору відображень {\displaystyle f_{ij}:X_{i}\to X_{j}}, {\displaystyle i\leqslant j}.
Для індуктивної границі зазвичай використовується позначення
{\displaystyle X=\varinjlim X_{i}}.
Ми дамо визначення для алгебраїчних структур, а потім  — для об'єктів довільної категорії.

## Визначення

### Алгебраїчні об'єкти
У цьому розділі буде дано визначення, що підходить для множин з додатковою структурою, таких як групи, кільця, модулі над фіксованим кільцем.
Нехай {\displaystyle I}  — направлена множина з відношенням передпорядку {\displaystyle \leqslant } і нехай кожному елементу {\displaystyle i\in I} відповідає алгебраїчний об'єкт {\displaystyle X_{i}}, а кожній парі {\displaystyle (i,\;j)}, {\displaystyle i,\;j\in I}, в якій {\displaystyle i\leqslant j}, відповідає гомоморфізм {\displaystyle f_{ij}:X_{i}\to X_{j}}, причому {\displaystyle f_{ii}}  — тотожні відображення для будь-якого {\displaystyle i\in I} і {\displaystyle f_{ik}=f_{jk}\circ f_{ij}} для будь-яких {\displaystyle i\leqslant j\leqslant k} з {\displaystyle I}. Таку систему об'єктів і гомоморфізмів називають також направленою системою.
Тоді множина-носій прямої межі направленої системи {\displaystyle (X_{i},f_{ij})}  — це фактор-множина диз'юнктного об'єднання множин-носіїв {\displaystyle X_{i}} по відношенню еквівалентності:
{\displaystyle \varinjlim X_{i}=\bigsqcup _{i}X_{i}{\bigg /}\sim .}
Тут {\displaystyle x_{i}\in X_{i}} і {\displaystyle x_{j}\in X_{j}} еквівалентні, якщо існує таке {\displaystyle k\in I}, що {\displaystyle f_{ik}(x_{i})=f_{jk}(x_{j})}.
Інтуїтивно, два елементи диз'юнктного об'єднання еквівалентні, тоді і тільки тоді, коли вони «рано чи пізно стануть еквівалентними» в направленій системі. Більш просте формулювання  — це транзитивне замикання відносини еквівалентності «кожен елемент еквівалентний своїм образам», тобто {\displaystyle x_{i}\sim \,f_{ik}(x_{i})}.
З цього визначення легко отримати канонічні морфізми {\displaystyle \phi _{i}:X_{i}\rightarrow X}, котрі відправляють кожен елемент в його клас еквівалентності. Алгебраїчну структуру на {\displaystyle X} можна отримати, виходячи із цих гомоморфізмів.

### Визначення для довільної категорії

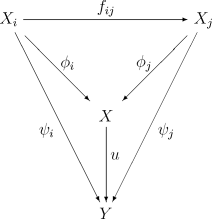

У довільній категорії пряму границю можна визначити за допомогою її універсальної властивості. А саме, пряма границя направленої системи {\displaystyle (X_{i},f_{ij})}  — це об'єкт {\displaystyle X} категорії, такий що виконуються наступні умови:
1. Існують такі відображення {\displaystyle \phi _{i}:X_{i}\to X}, що {\displaystyle \phi _{i}=\phi _{j}\circ f_{ij}} для будь-яких {\displaystyle i\leqslant j};
2. Для будь-яких відображень {\displaystyle \psi _{i}:X_{i}\to Y}, в довільний об'єкт {\displaystyle Y}, для яких виконані рівності {\displaystyle \psi _{i}=\psi _{j}\circ f_{ij}} для будь-яких {\displaystyle i\leqslant j}, існує єдине відображення {\displaystyle u:X\to Y}, що {\displaystyle \psi _{i}=u\circ \phi _{i}}, для всіх {\displaystyle i\in I}.

Більш загально, пряма границя направленої системи  — це те ж саме, що її кограниця в сенсі теорії категорій.

## Приклади
- На довільній сім'ї підмножин даної множини можна задати структуру передпорядку по включенню. Якщо цей передпорядок дійсно є направленим, то прямою границею є звичайне об'єднання множин.
- Нехай p  — просте число. Розглянемо направлену систему з груп Z/pnZ і гомоморфізмів Z/pnZ > Z/pn+1Z, індукованих множенням на p. Пряма границя цієї системи містить всі корені з одиниці, порядок яких  — деякий степінь p. Їх група по множенню називається групою Прюфера Z(p∞).
- Нехай F  — пучок на топологічному просторі X зі значеннями в C. Зафіксуємо точку x в X. Відкриті околи x утворюють направлену систему по включенню (U ≤ V якщо U містить V). Функтор пучка зіставляє їй направлену систему ( F(U), rU,V ), де r  — відображення обмеження. Пряма границя цієї системи складається з ростків F над x і позначається Fx .
- Прямі межі в категорії топологічних просторів виходять присвоєнням фінальна топологія відповідної множини-носія.